# Utamakura
Utamakura (jap. 歌枕), auf Japanisch wörtlich "Uta-Kissen" oder im übertragenen Sinn "Gedicht-Kopfkissen", ist ein rhetorisches Konzept der japanischen Dichtung.

## Übersetzung
"Uta" bezeichnet ein Gedicht in der japanischen Waka-Tradition. "Makura" meint wörtlich "Kopfkissen". In der literarischen Tradition des Waka spielt das Wort auf makurakotoba (jap. 枕詞) an. Dieser Begriff bezeichnet ein Wort, das eine Anspielung auf einen anderen Gegenstand beinhaltet. Die Anspielung bleibt jedoch unverständlich, wenn der Bezug auf das Uta makura unbekannt ist. In einem anderen Kontext versteht man unter "Makura" auch die Quelle, Eröffnung oder Anlass eines Gesprächs.

## Bedeutung
Der Begriff bezieht sich auf einen Ort oder eine Liste von Orten, die traditionell wegen ihrer besonderen Schönheit, des landschaftlichen Reizes wegen oder in Erinnerung an eine Person oder ein Ereignis bewundert werden. Traditionell werden Gedichte auf diese Utamakura verfasst, Dichter unternehmen Reisen von "Gedichtort" zu "Gedichtort". Als Liste von Orten, die in der Nachfolge der großen Dichter "abzuwandern" sind, hat der Begriff eine spöttisch-altmodische Bedeutung erhalten.
Utamakura sind oft Plätze, die eine besondere Bedeutung für das japanische Kaiserhaus hatten:
- Shintō-Schreine, buddhistische Heiligtümer
- Schauplätze historischer Ereignisse
- Plätze, die durch ein Wortspiel Assoziationen wecken.

Ein Beispiel für ein Utamakura ist der Machikaneyama. Der Name dieses Berges bedeutet wörtlich "Berg, der lange wartet". In der japanischen Dichtung wird dieser Berg mit der Erwartung des Mondaufgangs verbunden.
In der mittleren Heian-Zeit wurde es modern, auf alte Gedichte anzuspielen; Ortsnamen in diesen traditionellen Gedichten wurden dann oft zu Utamakura. In der späten Heian-Zeit stellte der Dichtermönch Noin die Utamakura im "Utamakura nayose" (Nachschlagewerk der Uta makura) zusammen.

## Utamakura in der Haikai-Dichtung
Utamakura wurden auch in Renga und in Haikai no renga verwendet, den klassischen Vorläufern der Haiku-Dichtung. In einem Renga sollte dabei die erste Zeile einen jahreszeitlichen Begriff (Kigo) in jedem Hokku enthalten (ein 5-7-5-silbiger Vers). Der japanische Dichter Matsuo Bashō hielt dagegen, dass ein Vers, in dem ein Uta makura vorkommt, keine Anspielung auf die Jahreszeit enthalten solle, damit die Bilder nicht zu verwirrend würden. Matsuo Basho ist auch der Verfasser der berühmtesten Sammlung von Gedichten zu Uta makura, dem Oku no Hosomichi.